# Jørgen Wadum
Jørgen Wadum (født 9. juli 1951 i Tørring) er en teknisk kunsthistoriker, professor og forsker. Han er B.A. i kunsthistorie, B.A. og M.Sc. i malerikonservering. I 2009 forsvarede han disputatsen Technical art history: painters’ supports and studio practices of Rembrandt, Dou and Vermeer ved Amsterdams Universitet.
Ud over konservering og restaurering af en række ikoniske værker, blandt andet Vermeers maleri Pigen med perleørenring og Rembrandts værk Dr Nicolas Tulps Anatomiforelæsning, har den tekniske kunsthistorie været Wadums primære forskningsdomæne. Således var hans afhandling om tilblivelsen af Christian IV’s vinterstue på Rosenborg Slot banebrydende for forståelsen af rummets indretning og malerier.  Fra 2004-2006 deltog han som ekstern konsulent ved Rembrandt-forskningen på Statens Museum for Kunst, SMK, et projekt der resulterede i gentilskrivninger af to af mesterens værker,  og Studie af et oldingehoved i profil.

## Virke
I 2005-2017 var han bevaringschef på Statens Museum for Kunst (SMK). I 2011-2020 etablerede han, og var leder af, Centre for Art Technological Studies and Conservation (CATS), en naturvidenskabelig enhed i Bevaring og Naturvidenskab, hvor han havde ansvar for koordinering af materiale- og maleteknisk forskning. Hans arbejde og ekspertise bidrog i høj grad til særudstillingen på SMK i 2012 , hvor overmalede motiver på fire malerier blev blotlagt. Den russiske kunstner Andrey Zakirzyanov skabte ud fra det samlede materiale en animation, som Metallica har givet soundtracket The Call of Ktulu. Processen er beskrevet i Google Art & Culture, og animation og soundtracket er offentliggjort af Statens Museum for Kunst.
I 2012-2016 var han tillige professor ved Amsterdams Universitet, Institut for Konservering og Restaurering. Wadum var chefkonservator på museet Mauritshuis, Den Haag i Holland, fra 1990 til 2004. Fra 2020 arbejder han i Wadum Art Technological Studies (WATS) med forskning, forfatter- og konsulentvirksomhed og foredrag, og tillige er han specialkonsulent i nederlandsk kunst på Nivaagaard Samlingen.

## Produktion
I samarbejde med The Getty har han publiceret Historical Overview of Panel-Making Techniques, endvidere om samarbejdet mellem Rubens & Brueghel, samt redigeret en engelsk kommenteret udgave af Jacqueline Marettes bog Connaissance des Primitifs par l'étude du bois. Forskningsartikler om Painting of Human Flesh (med A.H. Christensen), The Spanish connection. The making and trade of Antwerp paintings on copper, er eksempler på Wadums forskning i nederlandsk kunst. Han har også forsket i dansk guldalder og været med til at afsløre ukendte fænomener som farveændringer og udbredt brug af undertegninger i velkendte værker af Eckersberg, Købke og Rørbye.
Jørgen Wadum er en hyppig forelæser i dansk og international sammenhæng om emner relateret til teknisk kunsthistorie og andre vigtige områder for forståelse og bevaring af kulturarven. På Yale University afholdt han foredraget Painting Techniques: From Rembrandt to Vermeer, som er streamet mere end 150.000 gange på YouTube. Han sidder i en lang række internationale organer og komitéer såsom The Getty Panel Paintings Initiative og International Committee for the Conservation of the Gent Altarpiece by J. and H. Van Eyck.